# Hyperesthésie
L'hyperesthésie est l'exacerbation physiologique ou neurologique de la sensibilité des divers sens. Dans le cadre d'une stimulation non nociceptive, celle-ci est anormalement ressentie par le patient comme douloureuse (Noordenbos W, 1959). Cette ancienne notion d'hyperesthésie est officiellement abandonnée en 1979[réf. nécessaire]. Ce concept a alors été remplacé par l'allodynie mécanique.
La définition a été légèrement réadaptée en 1994 par un sous-comité international de l'International Association for the Study of Pain (IASP), comportant la française D. Albe-Fessard et W. Noordenbos. Le besoin était alors de distinguer : l'allodynie mécanique, l'hyperalgésie et le concept expérimental d'hyperalgésie secondaire.
En 2008, un article relevé par le milieu des patients qui souffrent de cette hypersensibilité au toucher parle d'une hypo-esthésie paradoxalement douloureuse au toucher,.
Les hypersensorialités sont couramment décrites dans les troubles du spectre de l'autisme.
En psychiatrie, l'hyperesthésie relationnelle désigne la sensibilité et la susceptibilité exagérées dans les contacts sociaux telles qu'observée chez les sensitifs ou au cours du délire de relation des sensitifs (décrits par Ernst Kretschmer).